# Elektronikavfall

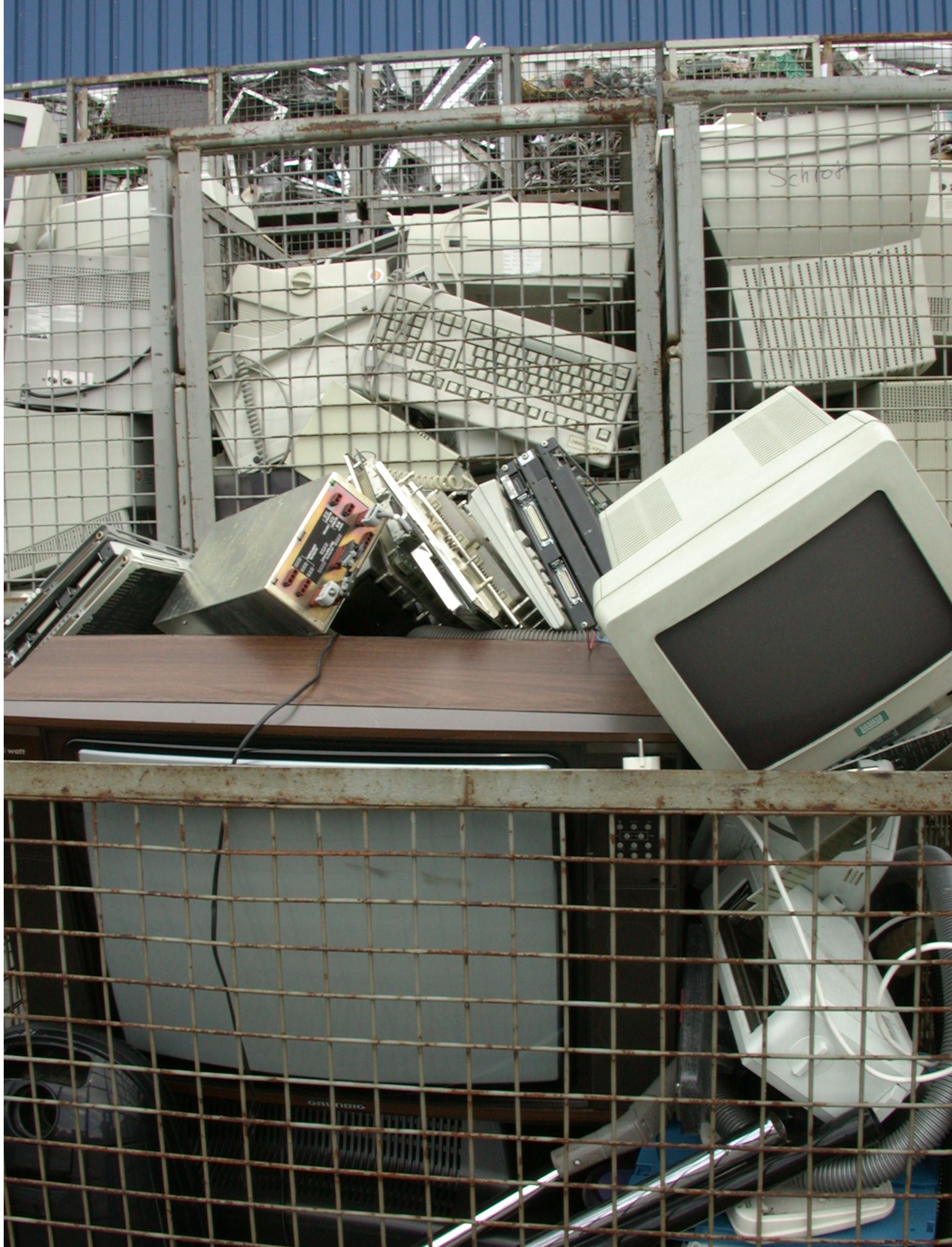
Elektronikavfall.

Elektronikavfall är avfall bestående av elektronikprodukter.
Sverige var i slutet av 1990-talet tillsammans med Nederländerna ett av de första länder i världen med att införa producentansvar för el- och elektronikavfall och de insamlade mängderna steg raskt till över 30 tusen ton per år. Elektronikavfallet delas på övergripande nivå in i ljuskällor, vitvaror och diverse elektronik.
Diverse elektronik delas i sin tur vidare in i brunvaror (d.v.s. radio-, TV- och videoprodukter) och övrigt, såsom dataskrot, fotoutrustning, hushållsapparater och telekomutrustning. Detta avfall skickas till någon av landets ca 30 auktoriserade demontörer, där plasthölje skiljs från innanmäte i form av strömkällor och kretskort. Ur den elektroniska utrustningen utvinns sedan plast till förbränning och metaller till smältverk, samtidigt som tungmetaller såsom kadmium och kvicksilver och miljögifter såsom polyklorerade bifenyler (PCB) och bromerade flamskyddsmedel kan isoleras.
Producentansvaret för el och elektronik administreras av El-Kretsen och Recipo. Kraven på återvinning styrs av WEEE-direktivet.
Utrangerad IT-utrustning återvinns mer eller mindre av ett antal företag i Sverige, sättet att återvinna skiljer sig dock. Återbruk av så många fraktioner som möjligt ur datorer, servrar, skrivare, skärmar etc kan bli bättre.